# 모리쿠니 친왕
모리쿠니 친왕(일본어: 守邦親王 모리쿠니 신노[*], 1301년 6월 19일 ~ 1333년 9월 25일)은 가마쿠라 막부(鎌倉幕府)의 9대(마지막) 정이대장군(征夷大将軍)으로 가마쿠라 막부 쇼군 가운데 가장 오랜 취임기간(24년 9개월)을 기록하였다. 8대 쇼군 히사아키 친왕(久明親王)의 아들이다.

## 약력
8대 쇼군 히사아키 친왕과 7대 쇼군 고레야스 친왕(惟康親王)의 딸 사이에서 태어났다. 엔쿄(延慶) 원년(1308년) 8월에 아버지의 뒤를 이어 8세로 세이이타이쇼군에 취임하였으나, 막부의 실권은 싯켄(執権) 호조 씨(北条氏), 그 종가인 도쿠소케(得宗家)가 장악하고 있어 쇼군은 유명무실한 존재일 뿐이었다.
불교 종파인 제목종(題目宗)의 시비를 가리는 문답 대결을 죽은 니치렌(日蓮)의 로쿠로슈(六老僧)의 한 사람인 니치로(日朗)에게 명하였는데, 니치로의 나이가 너무 많아서 대신 제자 니치인(日印)이 나섰고 분포(文保) 2년(1318년) 12월 30일부터 이듬해 겐오(元応) 원년(1319년) 9월 15에 걸친 일본 불교 전 종파와 제목종간의 교리 논쟁(가마쿠라 전중 문답鎌倉殿中問答)의 결과 니치인은 불교의 여러 종파를 논파하고 막부로부터 제목종의 포교를 정식 허가받았다.
겐코(元弘) 3년(1333년), 고다이고 천황(後醍醐天皇)에 의한 막부 타도 운동이 일어나고, 가마쿠라는 아시카가 요시아키라(足利義詮)나 닛타 요시사다(新田義貞)의 공격으로 함락되어 막부는 무너졌다. 도쿠소케의 호조 다카토키(北条高時)는 5월 22일에 자결하고, 같은 날 모리쿠니 친왕도 쇼군직을 사임하고 출가하였으며 얼마 안 가서 가마쿠라에서 사망한다.

## 쇼군 재직 당시의 싯켄
- 호조 모로토키(北条師時) - 무네마사(宗政)의 아들로 10대 싯켄
- 호조 무네노부(北条宗宣) - 노부토키(宣時)의 장남으로 11대 싯켄
- 호조 히로토키(北条煕時) - 다메토키(為時)의 장남으로 12대 싯켄
- 호조 모토토키(北条基時) - 도키카네(時兼)의 장남으로 13대 싯켄
- 호조 다카토키(北条高時) - 9대 싯켄 사다토키(貞時)의 셋째 아들로 도쿠소케. 14대 싯켄. 장남 구니토키(邦時)에게 ｢구니(邦)｣라는 자(字)를 헨기(偏諱)로서 내림.
- 호조 사다아키(北条貞顕) - 아키토키(顕時)의 넷째 아들로 15대 싯켄.
- 호조 모리토키(北条守時) - 히사토키(久時)의 장남으로 16대 싯켄. ｢모리(守)｣는 친왕이 헨기로서 내린 것.

## 같이 보기
- 궁장군(宮将軍)